# 徐曙海
徐曙海（1968年7月—），男，江苏沭阳人，中华人民共和国政治人物，在职博士学历，现任镇江市人民政府市长。

## 生平
1990年6月参加工作。1993年7月加入中国共产党。历任南京市玄武区区长，中共玄武区委书记，中共南京市委常委、秘书长等职。
2020年4月，任中共镇江市委副书记、副市长、代市长、市政府党组书记。2020年6月，当选镇江市市长。